# Vasilați
Vasilați is een Roemeense gemeente in het district Călărași.
Vasilați telt 4244 inwoners.